# Дорни, Терез
Тере́з Жанн Лонго-Дорни́ (фр. Thérèse Jeanne Longo-Dorny; 18 сентября 1891, Париж, Франция — 14 марта 1976, Сен-Тропе, Вар, Франция) — французская актриса

.

## Биография
Терез Жанн Лонго-Дорни родилась 18 сентября 1891 года в Париже (Франция).
С 1913 года играла в театре. В 1930—1958 годы сыграла более чем в сорока фильмах.
Терез Дорни была подругой писательницы Колетт.
В 1964 году она вышла замуж за художника Андре де Сегонзака (1884—1974), который скончался 17 сентября 1974 года. Умерла 14 марта 1976 года и была похоронена на кладбище Сен-Тропе вместе с мужем.

## Фильмография
- 1930 : La Douceur d'aimer
- 1932 : Cognasse
- 1932 : Луковка / Ciboulette
- 1933 : Кнок / Knock
- 1935 : Les Sœurs Hortensias
- 1935 : La Mascotte
- 1935 : Божественная / Divine
- 1935 : Monsieur Sans-Gêne
- 1936 : Ménilmontant
- 1936 : Passé à vendre
- 1936 : Один из легиона / Un de la légion
- 1937 : Le Cantinier de la coloniale
- 1937 : За нас двоих, мадам жизнь! / À nous deux, madame la vie
- 1937 : Prince de mon cœur
- 1937 : Злоупотребление доверием / Abus de confiance
- 1938 : Катя
- 1938 : Возвращение на рассвете / Retour à l'aube
- 1938 : Visages de femmes
- 1940 : Акробат / L'Acrobate
- 1941 : Un chapeau de paille d'Italie
- 1941 : Une vie de chien
- 1941 : Les Petits Riens
- 1941 : Женщина исчезает / Une femme disparaît
- 1942 : Не кричите об этом на крышах / Ne le criez pas sur les toits
- 1943 : Béatrice devant le désir
- 1943 : Le mort ne reçoit plus
- 1944 : Дочь дьявола / La Fille du diable
- 1945 : La Boîte aux rêves
- 1946 : Voyage surprise
- 1947 : Troisième cheminée à droite
- 1948 : La Belle Meunière
- 1949 : Tire au flanc
- 1950 : Uniformes et grandes manœuvres
- 1951 : Le Passage de Vénus
- 1953 : Adam est Eve
- 1953 : La Belle de Cadix
- 1955 : Дьяволицы / Les Diaboliques — мадам Эрбу
- 1956 : Mitsou
- 1958 : Oh ! Qué mambo

## Театральные работы
- 1913 : L'Institut de beauté
- 1918 : L'École des cocottes
- 1920 : L'École des cocottes
- 1922 : La Belle Angevine
- 1923 : L'École des cocottes
- 1930 : Par le temps qui court
- 1933 : Monsieur Le Trouhadec saisi par la débauche
- 1933 : Pétrus
- 1936 : Le Pélican ou Une étrange famille
- 1939 : Entre nous
- 1950 : La Revue de l'Empire
- 1951 : Les Vignes du seigneur
- 1952 : Monsieur conte fleurette
- 1954 : Как важно быть серьёзным